# Ulrich Türk
Ulrich Türk (auch Uli Türk; * 1955 in Neuwied am Rhein) ist ein deutscher Gitarrist, Komponist, Liedermacher, Radiomoderator und Fachbuchautor.

## Leben
Erste Bekanntheit erreichte er durch die Zusammenarbeit mit Lutz Görner, dessen Bühnenprogramme er von 1979 bis 1988 musikalisch gestaltete und mit dem er 20 LPs veröffentlichte. In diesem Zeitraum absolvierte er auch zahlreiche Funk- und Fernsehauftritte.
Nach der Beendigung der Zusammenarbeit mit Görner folgten zahlreiche Musikprojekte für Kinder, u. a. mit Katja Ebstein und Lieder für die Sendung mit der Maus, Filmmusiken und Hörfunkarbeit. Als Radiomoderator war er im WDR in 24 Folgen Musikmemory zu hören. Auch weiterhin war er an literarischen Programmen beteiligt, zunächst durch die Reihe Gedichtezeit, später zum Teil gemeinsam mit seinen Kindern auch wieder auf der Bühne. Auch mit einem Beatles-Programm war der Gitarrist auf Tournee.
Türk komponiert daneben für andere Künstler. Auch stammen mehrere Gitarrenbücher von ihm.
Seit einigen Jahren nennt Ulrich Türk sich im künstlerischen Zusammenhang Uli Türk.

## Werke
- mit Helmut Zehe-Schmahl: Acoustic Guitar: Für Anfänger und Fortgeschrittene. Der neue Weg zur Gitarre für Unterricht und Selbststudium. Pop, Blues, Folk, Klassik. Voggenreiter Verlag, 1999, ISBN 978-3802402463

## Diskografie
- Die Bibel, Pläne, 1991